# Gtkmm
Gtkmm is de C++-interface voor GTK+, een grafische toolkit. Het programma heette voorheen gtk-- (gtk minus minus) en is beschikbaar onder de LGPL wat het tot vrije software en opensourcesoftware maakt.

## Functies
Omdat gtkmm de officiële C++-interface is van de grafische bibliotheek GTK+, kunnen C++-programmeurs de vaak gebruikte OOP-technieken toepassen zoals overerving en C++-specifieke functionaliteiten zoals STL (eigenlijk zijn vele van de gtkmm-interfaces, vooral die voor widget-containers, ontworpen om STL-achtig te zijn).
De belangrijkste functies zijn hieronder opgesomd:
- Gebruikt overerving om aangepaste widgets te maken.
- Polymorfisme.
- Gebruikt de standaard C++-bibliotheek, waaronder strings, containers en iterators.
- Internationalisatie door ondersteuning van UTF-8.
- Compleet C++-geheugenbeheer.
  - Objectcompositie, een manier om simpele objecten of datastructuren te combineren tot een complex geheel
  - Automatisch vrijmaken van de dynamisch toegewezen widgets.
- Volledig gebruik van de C++-naamruimtes.
- Geen macros.
- Multiplatform: Linux (gcc), FreeBSD (gcc), NetBSD (gcc), Solaris (gcc, Forte), Windows (gcc, MSVC++, .Net 2003), Mac OS X (gcc) en anderen.

## Gebruik
Enkele programma's die gebruikmaken van gtkmm zijn Inkscape, GParted en MySQL.